# Aphis glycines
Rệp đậu tương (Aphis glycines) là một loài côn trùng trong họ Rệp vừng (Aphididae), bộ Cánh nửa. Chúng phân bố ở Hàn Quốc, Hoa Kỳ, Indonesia, Malaysia, Nga, Nhật Bản, Philippines, Thái Lan, Trung Quốc, Úc và Việt Nam. 
Đây là loài gây hại đậu nành (Glycine max (L.) Merr.) là loài ngoại lai ở Bắc Mỹ. Đây là loài bản địa châu Á. Loài này đã được mô tả là loài gây hại đậu nành ở Trung Quốc và là một loài gây hại không thường xuyên cho đậu nành ở Indonesia, Nhật Bản, Korea, Malaysia, Philippines, và Thái Lan. 
Rệp vừng đậu tương lần đầu tiên được ghi nhận ở Bắc Mỹ ở Wisconsin vào tháng 7 năm 2000. Ragsdale et al. (2004) lưu ý rằng rệp đậu tương có thể đến Bắc Mỹ sớm hơn năm 2000, nhưng vẫn không bị phát hiện trong một khoảng thời gian. Venette and Ragsdale (2004) 
cho rằng Nhật Bản có thể là điểm xuất phát cho cuộc xâm lược của rệp đậu tương ở Bắc Mỹ. Đến năm 2003, rệp đậu tương đã được ghi nhận ở Delaware, Georgia, Illinois, Indiana, Iowa, Kansas, Kentucky, Michigan, Minnesota, Mississippi, Missouri, Nebraska, New York, North Dakota, Ohio, Pennsylvania, South Dakota, Virginia, West Virginia, và Wisconsin. Cùng với nhau, các bang này chiếm 89% 63.600.000 mẫu Anh (257.000 km2) đậu tương được trồng ở Hoa Kỳ vào năm 2007.

## Chu kỳ sống
Rệp vừng đậu tương sở hữu chu kỳ sống đơn bội dị hợp, có nghĩa là loài côn trùng này thay thế vật chủ và trải qua quá trình sinh sản hữu tính trong ít nhất một phần của vòng đời. Rệp đậu tương trải qua mùa đông làm trứng trên vật chủ chính của chúng, cây hắc mai (Rhamnus spp.). Trứng có thể nằm gần chồi hoặc trong kẽ hở của cành. Với điểm siêu lạnh trung bình là −34 °C (−29 °F), trứng thích nghi tốt để tồn tại trong mùa đông lạnh giá.
Trong hai nghiên cứu, số lượng trứng quá đông có mối tương quan thuận chặt chẽ với mức độ nghiêm trọng của các đợt bùng phát rệp đậu tương vào mùa xuân năm sau.

## Đặc điểm
Rệp có màu vàng xanh nhạt. Đôi ống bụng màu đen, dài 0,22-0,24mm. Bộ phận đuôi (cauda) có màu vàng với 8-10 lông nhỏ, dài khoảng 0,19-0,22mm. Cơ thể dài 1,5-2,0mm. Cũng tương tự như các loài rệp muội khác, Chúng có 2 dạng: Có cánh và không cánh. Cá thể trưởng thành có cánh có đầu và ngực màu đen. Rệp non đẫy sức của trưởng thành có cánh trên ngực có mầm cánh.

## Gây hại
Chúng là loài gây hại, và ký chủ trên đậu tương (đậu nành) Glycine max, Glycine wightii và Centotheca lappacea. Tại Trung Quốc và Nhật Bản, rệp hiện diện chủ yếu trên các loài thực vật thuộc giống đậu Glycine. Loài này còn được tìm thấy trên Rhamnus (họ Rhamnaceae) và trên cây Puerria và Desmodium. Tại Úc, Aphis glycine chỉ gây hại trên đậu nành. Sự hiện diện của nấm muội đen và quần thể rệp trên lá, hoa và trái non. Khi mật độ rệp cao, chồi lá sẽ bị biến dạng, lá vàng, cây phát triển kém.